# Jälgimäe
Jälgimäe is een plaats in de Estlandse gemeente Saku, provincie Harjumaa. De plaats heeft de status van dorp (Estisch: küla).

## Bevolking
Het dorp had 289 inwoners op 31 december 2011 en 310 inwoners op 31 december 2021.

## Ligging
Jälgimäe grenst aan de stad Saue. De Põhimaantee 4, de hoofdweg van Tallinn naar Pärnu, vormt de grens tussen de twee plaatsen. De Põhimaantee 11, de ringweg om Tallinn, loopt door Jälgimäe en kruist op de grens met Saue de Põhimaantee 4.

## Geboren in Jälgimäe
- Nikolai von Glehn (1841-1923), grootgrondbezitter en architect.